# Кремер, Камилл
Камилл Кремер (фр. Camille Crémer; 1840 — 1876) — французский генерал.
После сдачи Меца Гамбетта назначил его командующим дивизией мобилей, с которой он под Нюи (18 декабря) показал большую храбрость и нанёс неприятелю значительные потери. Во время движения армии генерала Бурбаки к Бельфору Кремер командовал левым крылом; 15 января он одержал верх при Шенебье, но на другой день вынужден был перейти через швейцарскую границу.
Написал: «Quelques hommes et quelques institutions militaires» (o Мексике, 1872) и «La campagne de l’Est et l’armée de Bourbaki» (1874).